# 吳保齡
吳保齡（1852年—？），字佑之，江蘇丹徒縣（今江蘇省鎮江市）人，清朝政治人物、進士出身。

## 生平
光緒二年（1876年），丙子科江蘇鄉試舉人。光緒三年（1877年）中丁丑科會試，光緒六年（1880年）庚辰科補行殿試，吳保齡補中進士，同年五月，改翰林院庶吉士。光緒九年，改授主事籤分戶部。光緒二十二年，任戶部湖廣司主事。次年，改戶部山西司員外郎。光緒二十四年，任會試同考官。光緒二十七年，任山西道監察御史。次年，掌廣西道監察御史，并兼署掌貴州道監察御史。光緒三十一年，任湖廣道監察御史	、京畿道監察御史。光緒三十二年，兼署吏科掌印給事中。光緒三十二年，任四川潼川府知府。